# Deutsche Badmintonmeisterschaft 1983
Die Deutsche Badmintonmeisterschaft 1983 fand vom 4. bis zum 6. Februar 1983 in Oberhausen statt.

## Medaillengewinner
| Disziplin    | Gold                                                                                 | Silber                                                                 | Bronze                                                                                |
| ------------ | ------------------------------------------------------------------------------------ | ---------------------------------------------------------------------- | ------------------------------------------------------------------------------------- |
| Herreneinzel | Thomas Künstler (TV Mainz-Zahlbach)                                                  | Uwe Scherpen (Schwarz-Weiß Köln)                                       | Harald Klauer (1. DBC Bonn)                                                           |
| Herreneinzel | Thomas Künstler (TV Mainz-Zahlbach)                                                  | Uwe Scherpen (Schwarz-Weiß Köln)                                       | Rolf Rüsseler (SV Fortuna Regensburg)                                                 |
| Dameneinzel  | Eva-Maria Kranz (1. DBC Bonn)                                                        | Kirsten Schmieder (OSC 04 Rheinhausen)                                 | Stefanie Rommerskirchen (Bottroper BG)                                                |
| Dameneinzel  | Eva-Maria Kranz (1. DBC Bonn)                                                        | Kirsten Schmieder (OSC 04 Rheinhausen)                                 | Heidi Krickhaus (STC Blau-Weiß Solingen)                                              |
| Herrendoppel | Harald Klauer (1. DBC Bonn) Gerhard Treitinger (1. DBC Bonn)                         | Thomas Künstler (TV Mainz-Zahlbach) Stefan Frey (TV Mainz-Zahlbach)    | Georg Simon (TV Mainz-Zahlbach) Olaf Rosenow (TuS Wiebelskirchen / TV Mainz-Zahlbach) |
| Herrendoppel | Harald Klauer (1. DBC Bonn) Gerhard Treitinger (1. DBC Bonn)                         | Thomas Künstler (TV Mainz-Zahlbach) Stefan Frey (TV Mainz-Zahlbach)    | Joachim Schulz (OSC 04 Rheinhausen) Rolf Heyer (OSC 04 Rheinhausen)                   |
| Damendoppel  | Kirsten Schmieder (OSC 04 Rheinhausen) Petra Dieris-Wierichs (FC Bayer 05 Uerdingen) | Dorett Hökel (1. DBC Bonn) Mechtild Hagemann (TV Mainz-Zahlbach)       | Ingrid Morsch (STC Blau-Weiß Solingen) Heidi Krickhaus (STC Blau-Weiß Solingen)       |
| Damendoppel  | Kirsten Schmieder (OSC 04 Rheinhausen) Petra Dieris-Wierichs (FC Bayer 05 Uerdingen) | Dorett Hökel (1. DBC Bonn) Mechtild Hagemann (TV Mainz-Zahlbach)       | Marieluise Zizmann (1. BC Beuel) Eva-Maria Zwiebler (1. DBC Bonn)                     |
| Mixed        | Harald Klauer (1. DBC Bonn) Ingrid Morsch (STC Blau-Weiß Solingen)                   | Rolf Heyer (OSC 04 Rheinhausen) Kirsten Schmieder (OSC 04 Rheinhausen) | Gerhard Kucki (1. BV Mülheim) Karin Kucki (1. BV Mülheim)                             |
| Mixed        | Harald Klauer (1. DBC Bonn) Ingrid Morsch (STC Blau-Weiß Solingen)                   | Rolf Heyer (OSC 04 Rheinhausen) Kirsten Schmieder (OSC 04 Rheinhausen) | Stefan Frey (TV Mainz-Zahlbach) Mechtild Hagemann (TV Mainz-Zahlbach)                 |